# FC Schifflange 95
FC Schifflange 95 (luks. Foussballclub Schëffleng 95) – luksemburski klub piłkarski mający siedzibę w mieście Schifflange, w południowo-zachodniej części kraju, grający obecnie w rozgrywkach Éierepromotioun.

## Historia
Chronologia nazw:
- 1995: FC Schifflange 95 (luks. Foussballclub Schëffleng 95) – po fuzji Amis des Sports i National Schifflange

Klub piłkarski FC Schifflange 95 został założony w Schifflange 21 kwietnia 1995 roku w wyniku fuzji miejscowych rywali Amis des Sports (powstał w 1936) i National Schifflange (powstał w 1912). W debiutowym sezonie 1995/96 zespół wygrał 2.Distrikt 1.Divisioun (D3) z czteropunktową przewagą. Po trzech sezonach w Éierepromotioun wywalczył awans do najwyższej klasy ligi luksemburskiej, zwanej Nationaldivisioun. W rundzie zasadniczej sezonu 1999/2000 zajął 11.miejsce i potem zmagał się w grupie spadkowej, ale po uzyskanej czwartej pozycji w grupie A został zdegradowany do Éierepromotioun. Kolejny sezon również był nieudanym, klub spadł z ligi do 1.Divisioun. Po jednym sezonie wrócił do Éierepromotioun na dwa kolejne lata, po czym znów spadł do 1.Divisioun. W sezonie 2006/07 zajął 12.miejsce w 2.Distrikt pierwszej dywizji i został zdegradowany do 2.Divisioun (D4). Klubowi potrzebne były 3 lata aby wrócić do pierwszej dywizji, ale dwa sezony później znów okazał się w drugiej dywizji. W sezonie 2013/14 zespół wygrał 2.Distrikt drugiej dywizji i awansował do 1.Divisioun. Sezon 2019/20 został zakończony wcześniej (11 marca 2020) z powodu pandemii COVID-19. Tak jak klub zajmował drugą lokatę w tabeli 2.Distrikt 1.Divisioun, to otrzymał promocję do Éierepromotioun. W następnym sezonie również rozgrywki zostały przerwane z powodu pandemii COVID-19 już pod koniec października 2020 roku. Wówczas klub zajmował dalekie 13.miejsce i nie mógł liczyć na awans. W kolejnym sezonie 2021/22 zespół awansował na 7.pozycję.
Dopiero w sezonie 2022/23 zwyciężył w Éierepromotioun i po raz drugi w swojej historii zapewnił sobie miejsce w Nationaldivisioun.

## Barwy klubowe, strój, herb, hymn
|  |  |

Klub ma barwy żółto-zielone. Zawodnicy domowe spotkania zazwyczaj grają w żółtych koszulkach, szarych spodenkach oraz szarych getrach.

## Sukcesy

### Trofea międzynarodowe
Nie uczestniczył w rozgrywkach europejskich (stan na 31-05-2023).

### Trofea krajowe
| \| \| Zdobyte trofea w rozgrywkach Luksemburga (stan na: 31-05-2023) \| |                                                                |      |                  |
| Rozgrywki                                                               | Osiągnięcie                                                    | Razy | Sezon(y)         |
| Mistrzostwo                                                             | I miejsce                                                      | 0    |                  |
| Mistrzostwo                                                             | II miejsce                                                     | 0    |                  |
| Mistrzostwo                                                             | III miejsce                                                    | 0    |                  |
| Mistrzostwo                                                             | 11.miejsce                                                     | 1    | 1999/00          |
| Puchar                                                                  | zdobywca                                                       | 0    |                  |
| Puchar                                                                  | finalista                                                      | 0    |                  |
| Puchar                                                                  | ćwierćfinalista                                                | 2    | 1996/97, 2021/22 |
| II liga                                                                 | I miejsce                                                      | 1    | 2022/23          |
| II liga                                                                 | II miejsce                                                     | 1    | 1998/99          |
| II liga                                                                 | III miejsce                                                    | 0    |                  |
| Luksemburg                                                              | Zdobyte trofea w rozgrywkach Luksemburga (stan na: 31-05-2023) |      |                  |

- Éischter Divisioun (D3):
  - mistrz (2x): 1995/96, 2001/2002
  - wicemistrz (1x): 2019/20
  - 3.miejsce (1x): 2004/05

## Poszczególne sezony

### Rozgrywki międzynarodowe

#### Europejskie puchary
Nie uczestniczył w rozgrywkach europejskich.

### Rozgrywki krajowe
| \| Luksemburg \| Bilans występów klubu w rozgrywkach piłkarskich Luksemburga (Stan na 31 maja 2023 r.) \| \| |                                                                                       |        |       |   |   |   |    |    |     |                                                   |        |        |      |
| Poziom | Rozgrywki                                                                             | Sezony | Mecze | Z | R | P | B+ | B– | Pkt | Lata                                              | Awanse | Spadki | Naj. |
| I | Nationaldivisioun                                                                     | 1      |       |   |   |   |    |    |     | 1999/2000, od 2023                                | 0      | 1      | 11   |
| II | Éierepromotioun                                                                       | 9      |       |   |   |   |    |    |     | 1996–1999, 2000/01, 2002–2004, 2020–2023          | 2      | 2      | 1    |
| III | Éischter Divisioun                                                                    | 13     |       |   |   |   |    |    |     | 1995/96, 2001/02, 2004–2007, 2010–2012, 2014–2020 | 3      | 2      | 1    |
| IV | Zweet Divisioun                                                                       | 5      |       |   |   |   |    |    |     | 2007–2010, 2012–2014                              | 2      | 0      | 1    |
| | Puchar Luksemburgu                                                                    | 28     |       |   |   |   |    |    |     | od 1995/96                                        | 0      | 0      | 1/4  |
| Luksemburg                                                                                                   | Bilans występów klubu w rozgrywkach piłkarskich Luksemburga (Stan na 31 maja 2023 r.) |        |       |   |   |   |    |    |     |                                                   |        |        |      |

## Piłkarze, trenerzy, prezydenci i właściciele klubu

### Piłkarze

#### Aktualny skład zespołu
Stan na1 października 2023
| Nr | Poz. | Piłkarz             |
| -- | ---- | ------------------- |
| 1  | BR   | Tony Conti          |
| 2  | OB   | Fernando Gomes      |
| 4  | OB   | Frank Momo          |
| 5  | OB   | Jonathan Hennetier  |
| 6  | PO   | Blé Guy-Serge Seaba |
| 7  | PO   | William Rodrigues   |
| 10 | NA   | Naby Soumah         |
| 11 | NA   | Thomas Macalli      |
| 17 | OB   | Hearvin Djetou      |
| 19 | NA   | Téo Herr            |
| 20 | PO   | Mickael Garos       |
| 21 | PO   | Djamalidine Atoiyi  |
| 22 | PO   | Glenn Sedja         |
| 23 | PO   | Karim Koriche       |
| 24 | OB   | Mehdi Kirch         |

| Nr | Poz. | Piłkarz                                 |
| -- | ---- | --------------------------------------- |
| 25 | PO   | Kevin Nakache                           |
| 27 | NA   | Gauthier Caron                          |
| 31 | BR   | Valentin Targon                         |
| 32 | OB   | Tom Laterza                             |
| 38 | PO   | Benjamin Besic                          |
| 40 | BR   | Calvin Haïdara                          |
| 45 | OB   | Yassine Amrioui                         |
| 47 | OB   | Yannick da Graca (wyp. z UT Pétange)    |
| 70 | PO   | Rabah Rahmouni                          |
| 78 | PO   | Bachir Diop                             |
| 94 | OB   | Mantené Coulibaly                       |
| 96 | OB   | Valter Barros                           |
|    | PO   | Rayane Medjkoune (wyp. z F91 Dudelange) |
|    | NA   | Paul Edjongo                            |

### Trenerzy
...
- 01.07.2014–25.11.2016:  Samuel Scholer

...
- 10.04.2018–18.09.2019:  Yannick Leroy
- 19.09.2019–24.04.2020:  Ilies Haddadji
- 01.07.2020–13.10.2020:  Olivier Baudry
- 20.02.2021–19.10.2021:  Fausto Ramos Doria
- od 28.10.2021:  Ismaël Bouzid

## Struktura klubu

### Stadion
Klub piłkarski rozgrywa swoje mecze domowe na stadionie Stade Rue Denis Netgen w Schifflange, który może pomieścić 3.100 widzów.

## Kibice i rywalizacja z innymi klubami

### Derby
- CS Fola Esch
- Jeunesse Esch